# Cá bống hoa
Cá bống hoa (Danh pháp khoa học: Acanthogobius flavimanus) là loài cá bống thuộc họ Gobiidae. Cá bống hoa được xếp vào loại thủy sản có giá trị kinh tế cao ở Việt Nam, thường chế biến tươi, làm khô, chả cá.

## Đặc điểm
Cá bống hoa là loài cá bống lớn nhất được tìm thấy trong các cửa sông của California, lần đầu tiên phát hiện ở Sacramento - sông San Joaquin vào năm 1963. Khu vực phân bố chủ yếu là vịnh Bắc Bộ, Trung Quốc, Triều Tiên, Nhật Bản, Việt Nam, Malaysia, Hàn Quốc.
Cá bống hoa có chiều dài 25 – 30 cm. Thân chúng dài, phần trước hình trụ tròn, phần sau hơi dẹp bên, phủ vảy lược mỏng. Đầu lớn, hơi dẹp bằng, mặt lưng phủ vảy đến sau mắt. Miệng chếch, hàm dưới ngắn hơn hàm trên, xương hàm trên kéo dài đến dưới viền trước mắt. Răng hình dùi cùn. Lược mang thô ngắn. Cá có thể sống tới 3 năm hoặc hơn.
Cá dành phần lớn thời gian sống ở con sông và suối, giao thoa giữa nước mặn và ngọt. Vào mùa đông, cá di chuyển đến những vùng rộng muối như vịnh hay cửa sông. Cá ưa thích môi trường bùn cát. Thức ăn của chúng là những sinh vật nhỏ chẳng hạn như chân chèo, tảo, amphipods, tôm bọ ngựa, mysids, cá nhỏ và giun nhiều tơ. 

## Sinh sản
Cá thành thục sau 1 năm với chiều dài 10 cm. Đẻ trứng trong khoảng nhiệt độ từ 7 đến 13 độ C. Mỗi cá thể có thể sinh sản đến 37.000 quả trứng. Mỗi quả trứng có chiều dài 5.5mm. Hầu hết những quả trứng được bảo vệ trong ổ với độ sâu lên tới 35 cm, ổ được cá đực xây dựng. Cá đực và cá cái cùng nhau bảo vệ tổ, ở điều kiện tối ưu cá sẽ nở trong vòng 28 ngày. Ấu trùng phát triển ở nước mặn.

## Nhầm lẫn
Ở Việt Nam đã xảy ra hiện tượng 16 bệnh nhân trong vụ ngộ độc tập thể ở thị trấn Lăng Cô thuộc Huế mà nguyên nhân là do nhầm loài cá này với loài cá khác là cá bống vân mây (Yongeichthys criniger) là một loài cá có chất độc. Đây là một sự nhầm lẫn chết người khi một số báo đã có những chú giải đi kèm: cá bống vân mây còn gọi là cá bống hoa, cá bống vân mây và cá bống hoa, về phương diện khoa học là hai loài khác nhau. Có thể do bề ngoài đều có các đốm trên da nên đã dẫn đến hiểu nhầm hai loài là một. 